# المجمع المغلق 1565-1566
المجمع المغلق 1565-1566 هو المجمع الموكول بانتخاب بابا الكنيسة الكاثوليكية الجديد بعد استقالة البابا. انعقد مجمع الكرادلة لانتخاب البابا الجديد بدءًا من
20 ديسمبر 1565 وانتهى في 7 يناير 1566. انتُخبَ بيوس الخامس ليكون البابا الجديد للكنيسة.
عُقدَ المجمع في الفاتيكان .